# 소포클레스
소포클레스(고대 그리스어: Σοφοκλῆς Sophoklē̃s[*]; 기원전 497년 - 기원전 406년)는 고대 그리스 아테네의 비극 시인이다. 아이스킬로스·에우리피데스와 함께 그리스의 3대 비극 시인으로 꼽힌다.

## 생애
소포클레스의 생애에 관해서는 기원전 3세기 이후에 쓰여진 그의 전기가 오늘날까지 남아 전해지기 때문에 어느 정도 잘 알려져 있다. 기원전 497년 아테네의 행정 구역 콜로노스에서 부유한 기사의 아들로 태어나 아버지로부터 음악 교육을 받았다. 16살 되던 해에 살라미스 해전을 기리는 연회에서 선창 소년으로 뽑혀 노래한 것으로 전해진다. 기원전 468년 29세에 디오니소스제의 비극 경연에서 선배인 아이스킬로스를 물리쳐 명성을 떨쳤다. 펠로폰네소스전쟁을 전후로 하여 소포클레스는 정치 생활에 들어가 요직을 여러 번 지냈다. 페리클레스의 정치 노선을 지지한 것으로 알려져 있다. 기원전 443년 델로스 동맹의 10명으로 구성된 통솔자에 선출되었으며, 펠로폰네소스전쟁 초기에 이르기까지 여러 차례에 걸쳐 해군 제독으로 활약한 바도 있어, 그의 뛰어난 재질과 미모로써 아테네의 우상이 되고 시민으로부터 큰 사랑을 받았다. 사망 후에는 아테네 시민은 그에게 덱시온이라는 영웅 칭호를 주었다.

## 작품
그는 특히 비극예술의 완성자로서 유명하다. 비극 경연에서의 1등 우승은 24회나 되었다고 한다. 극·송가·비가·잠언 등 123편의 작품을 썼다고 하나 현존하는 것은 7편 뿐이다. 그 밖에 다수의 단편(斷片)이 있다.
그는 극에 있어서 3부극을 폐지하고 합창 대원을 늘리는 등 극의 단순성을 극복하였으며, 치밀한 구성, 완벽한 기교 등으로 비극을 완성시켰다.
그가 연극에서 추구한 것은 아이스킬로스와 같은 무한무궁의 확대가 아니라 인간의 운명이라는 것에 깃들인 무한한 깊이였다. 그는 세 배우를 등용시켜 동시에 대화를 갖게 함으로써 극을 진행시키는 기법을 비롯해서 소도구의 연구나 배경화 등을 채용했다고도 전한다. 당시 정치가 페리클레스의 극장 개축(改築)이나 관람요금의 지급 등 문화진흥정책으로 아테네의 연극 활동은 황금시대를 맞이하였다.
소포클레스의 작품의 특색은 장대 화려한 것이 아니라, 정교하고 치밀한 대화를 통하여 모든 인물을 묘사했다는 점이다. 인간을 단순한 입장의 노예로서가 아니라, 설사 입장을 같이하는 몇 사람의 인간 사이에도 개개의 인간 안에는 제거할 수도 없고 서로 나누어 가질 수도 없는 중핵적인 힘이 깃들어 있음을 객관적인 대화의 기법으로 지적한다. 그리고 드라마는(해야 할 행위에의 결의로 시작되고 자기의 행위에 대한 영웅적 책임감으로 결정(結晶)되는 과정을 드라마라고 부른다면) 그 중핵적인 힘에 의해 지탱되고 있음을 나타냈던 것이다. <안티고네>나 <오이디푸스왕>과 같은 극작이 운명극이나 성격극으로도 해석되는 연유가 바로 여기에 있는 것이다.
또한 <콜로노스의 오이디푸스>처럼 일단은 운명의 굴레에 사로잡혔던 인간이 자기의 의욕적인 성격을 일관시킴으로써 암흑의 세계로부터 새로운 광명을 획득하는 것도 드라마의 근원을 성격 안에서 발견하고 대화의 묘로써 사건의 세계로 이끌어내는 소포클레스의 작품이기 때문에 비로소 가능해지는 것이라 하겠다.

### 현존 작품
- 《트라키스 여인들》
- 《아이아스》
- 《안티고네》
- 《오이디푸스 왕》(또는 오이디푸스 튀라노스)
- 《엘렉트라》
- 《필록테테스》
- 《콜로노스의 오이디푸스》(또는 오이디푸스 콜로노스)

## 읽어 보기
원전
- Sophoclis Fabulae, H. Lloyd-Jones et N. G. Wilson (편집), 1990 Oxford.
- Sophocles, 3권, H. Lloyd-Jones (고대 그리스어-영어 대역), 1994-1996 Cambridge(Mass.)

번역본
- 소포클레스, 《소포클레스 비극》, 천병희 역, 단국대학교 출판부, 서울, 2005, ISBN 89-7092-216-4
- 소포클레스, 《소포클레스 비극 전집》, 천병희 역, 도서출판 숲, 서울, 2008, ISBN 89-9129-021-3
- 소포클레스, 《오이디푸스 왕/콜로노스의 오이디푸스》, 천병희 역, 양운덕 해설, 도서출판 숲, 서울, 2017, ISBN 89-9129-076-0
  - 위의 2008년 번역본 중에서 오이디푸스 왕과 콜로노스의 오이디푸스를 재번역하여 출판한 것이다.

## 같이 보기
- 고대 그리스 연극